# God's Gonna Cut You Down
God's Gonna Cut You Down, anche noto come God Almighty's Gonna Cut You Down, God's Gonna Cut 'Em Down, Run On e Sermon, è un brano folk tradizionale. Del brano sono state fatte numerose cover in chiave country, folk, rock alternativo, elettronica e black metal. Il brano avverte i malfattori che non possono evitare il giudizio di Dio.

## Cover
- God's Gonna Cut You Down è stata registrata per la prima volta dai Golden Gate Quartet nel 1946.[3]
- La prima cover della traccia è stata edita nel 1947 dai Jubalaires.[3]
- Nel 1949 Bill Landford & the Landfordaires hanno inciso una cover della traccia. Moby si è servito di un lungo campionamento della loro canzone per costruire il suo singolo Run On (1999).[4]
- Una reinterpretazione di God's Gonna Cut You Down di Odetta è contenuta nel suo album di cover Sings Ballads and Blues (1956).
- Bobbie Gentry ha pubblicato nel suo album The Delta Sweete (1968) una sua versione della canzone intitolata Sermon.[5]
- Elvis Presley ha registrato una cover di God's Gonna Cut You Down intitolata Run On. Il brano è contenuto nel disco How Great Thou Art (1966).
- Una reinterpretazione di God's Gonna Cut You Down è stata realizzata dal gruppo vocale The Blind Boys of Alabama. Essa è presente nel loro album Spirit of the Century (2001).
- Una cover di God's Gonna Cut You Down ad opera di Johnny Cash è stata pubblicata postuma su singolo e nell'album American V: A Hundred Highways (2006).
- L'album Praise & Blame (2010) di Tom Jones include una sua rivisitazione della canzone.
- Nel 2019 i Marilyn Manson hanno pubblicato  una cover di God's Gonna Cut You Down. La traccia è uscita soltanto in formato singolo.[6]
- Nel 2019 i Mercury Rev hanno pubblicato un album tributo a Bobbie Gentry, ovvero Bobbie Gentry's The Delta Sweete Revisited, che contiene una cover del brano.
- L'album di debutto di Bailey Zimmerman Religiously. The Album (2023) contiene una reinterpretazione di God's Gonna Cut You Down.